# Estadio Anyang
El estadio Anyang es un grupo de instalaciones deportivas en Anyang, Gyeonggi, Corea del Sur. El complejo consta del estadio Anyang, arena interior, piscina, pista de hielo y pista de tenis.
Es estadio de usos múltiples y se utiliza actualmente sobre todo para los partidos de fútbol y fue el estadio del Anyang LG Cheetahs antes de que fueran trasladados a Seúl. Ahora es utilizado por el FC Anyang. El estadio tiene capacidad para 17 500 personas y se abrió en 1986.
Como parte de la mayor complejo del estadio también cuenta con un estadio cubierto que alberga el Anyang KGC que juegan en la liga de baloncesto de Corea y Anyang Halla que juegan en el Asia Liga de hockey sobre hielo.
Tiene una pared de escalada en roca en el lado que está abierto al público.